# Шентвид-при-Планині
Шентвид-при-Планині (словен. Šentvid pri Planini) — поселення в общині Шентюр, Савинський регіон, Словенія. 
Висота над рівнем моря: 569,4 м.